# Diecezja Cheongju
Diecezja Cheongju (łac. Dioecesis Cheongiuensis, kor. 천주교 청주교구) – rzymskokatolicka diecezja ze stolicą w Cheongju, w Korei Południowej. Biskup Cheongju jest sufraganem arcybiskupa Daegu.
31 grudnia 2010 w diecezji służyło 179 kapłanów (wszyscy byli Koreańczykami). W seminarium duchownym kształciło się 56 alumnów.
W 2022 w diecezji służyło 117 braci i 487 sióstr zakonnych.
Kościół katolicki na terenie diecezji prowadzi 2 szpitale oraz 69 instytucji pomocy społecznej. W diecezji znajduje się również 1 katolicki uniwersytet dla osób świeckich.

## Historia
23 czerwca 1958 papież Pius XII bullą Sacro suadente erygował wikariat apostolski Cheongju. Dotychczas wierni z tych terenów należeli do wikariatu apostolskiego Seulu (obecnie archidiecezja seulska).
10 marca 1962 papież Jan XXIII wyniósł wikariat apostolski Cheongju do rangi diecezji.

## Główne świątynie
- Katedra: Katedra Świętej Rodziny w Cheongju

## Ordynariusze

### Wikariusz apostolski Cheongju
- James Vincent Pardy MM[1] (1958 - 1962)

### Biskupi Cheongju
- James Vincent Pardy MM (1962 - 1969) zrezygnował, aby biskupem mógł zostać Koreańczyk
- Nicholas Cheong Jin-suk (1970 - 1998) w latach 1996 – 1999 także przewodniczący Konferencji Episkopatu Korei; następnie mianowany arcybiskupem seulskim
- Gabriel Chang Bong-hun (1999 - 2022)
- Simon Kim Jong-Gang (od 2022)